# Bradyrhynchoides
Bradyrhynchoides är ett släkte av skalbaggar. Bradyrhynchoides ingår i familjen vivlar.
Kladogram enligt Catalogue of Life:
| Bradyrhynchoides | \| \| Bradyrhynchoides constrictus \| \| \| \| \| \| Bradyrhynchoides rugicollis \| \| \| \| |
|                  | \| \| Bradyrhynchoides constrictus \| \| \| \| \| \| Bradyrhynchoides rugicollis \| \| \| \| |
|                  | Bradyrhynchoides constrictus                                                                 |
|                  |                                                                                              |
|                  | Bradyrhynchoides rugicollis                                                                  |
|                  |                                                                                              |